# Лучаферул
«Лучаферул» — радянський телефільм 1986 року, знятий режисером Емілем Лотяну на кіностудії «Молдова-фільм».

## Сюжет
За однойменною поемою Міхая Емінеску.

## У ролях
- Васіле Зубку-Кодряну — Міхай Емінеску
- Світлана Тома — Вероніка Мікле
- Грігоре Грігоріу — Кібіч
- Влад Чобану — Міхай Емінеску в молодості
- Олексій Поповченко — роль другого плану
- Анна Бабкіна — роль другого плану
- Анжеліна Кошкодан — роль другого плану
- Ігор Королевич — роль другого плану
- Марія Сагайдак — мати
- Грігоре Чомиртан — роль другого плану
- Валеріу Купча — роль другого плану
- Даміан Димитров — роль другого плану
- Костянтин Константинов — роль другого плану
- Думітру Маржіне — роль другого плану
- Іон Шкуря — роль другого плану
- Серджіу Продан — роль другого плану
- Юхим Лазарев — роль другого плану
- Думітру Фусу — роль другого плану
- Веніамін Апостол — роль другого плану
- Віктор Чутак — роль другого плану
- Василь Кіку — роль другого плану
- Сергій Тіранін — роль другого плану
- Еміль Лотяну — роль другого плану
- Володимир Гелбет — роль другого плану
- А. Гуляєв — роль другого плану
- В. Захарова — роль другого плану
- Валентина Щепачова — роль другого плану
- Сільвія Бєрова — роль другого плану
- Іон Музика — роль другого плану
- Андрій Беляну — роль другого плану
- Т. Лазар — роль другого плану
- Сергій Авраменко — роль другого плану
- І. Анатичук — роль другого плану
- З. Балан — роль другого плану
- Вадим Вільський — роль другого плану
- Т. Качанова — роль другого плану
- І. Осіпова — роль другого плану
- Мірче Соцкі-Войніческу — жандарм
- Валеріу Каланча — роль другого плану
- Д. Гафійчук — роль другого плану
- Д. Ковальчук — роль другого плану
- Олександр Конунов — роль другого плану
- Ліля Максименко — роль другого плану
- Георгій Хассо — роль другого плану
- Микола Сіренко — роль другого плану
- Д. Мельничук — роль другого плану
- В. Хохотов — роль другого плану
- Борис Яроцький — роль другого плану
- М. Спатару — роль другого плану
- Гавриїл Чіботару — роль другого плану
- Любомир Йорга — роль другого плану
- Валентин Тодеркан — поет із "Жунімя"
- Михайло Бадікяну — роль другого плану
- Євген Ботнару — трактирниця
- Міхай Чобану — Іон Крянге
- Вероніка Григораш — роль другого плану

## Знімальна група
- Режисер — Еміль Лотяну
- Сценарист — Еміль Лотяну
- Оператори — Віктор Барбу, Валентин Бєлоногов, Євген Гуслинський, Олександр Майка
- Композитор — Євген Дога
- Художники — Микола Апостоліді, Іон Пую, Микола Слюсар
- Продюсер — Віктор Голювінов